# Al Waxman

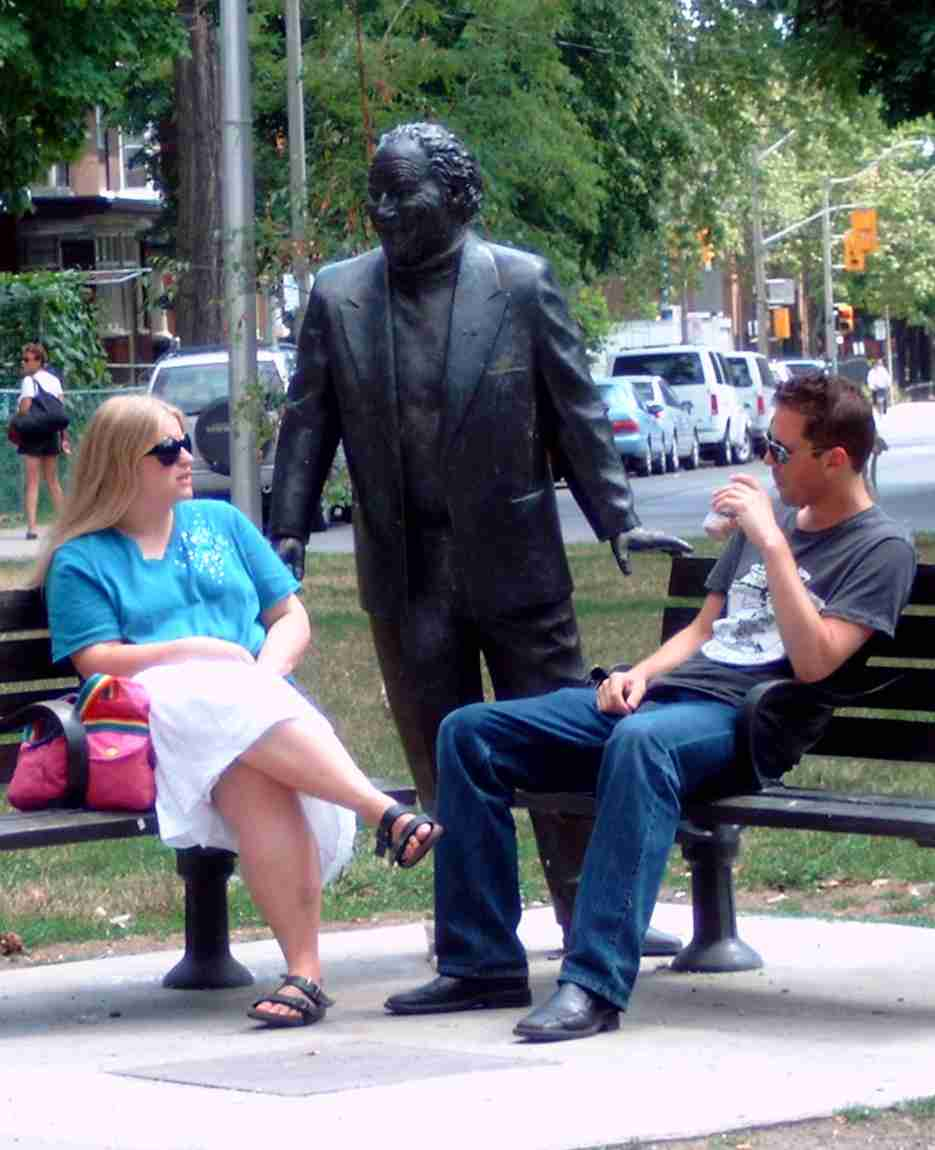
Al-Waxman-Denkmal, Kensington Market

Albert „Al“ Samuel Waxman, CM, O.Ont (* 2. März 1935 in Toronto, Ontario; † 18. Januar 2001 ebenda) war ein kanadischer Schauspieler und Regisseur. Sein Pseudonym war Stan Ferris.

## Leben
Waxman stammte aus einer jüdischen Emigrantenfamilie aus Polen. Seit seinem zwölften Lebensjahr arbeitete er beim kanadischen Radiosender CBC/Radio-Canada als Sprecher für Hörspiele und Rundfunkproduktionen. Ab 1959 erhielt er mehrere kleine Nebenrollen in verschiedenen Fernsehproduktionen. Der breiten Öffentlichkeit wurde er mit der Figur des Larry King, dem King of Kensington, bekannt. Für diese Darstellung wurde auf dem Kensington Market in Toronto eine lebensgroße Statue von ihm zur Erinnerung aufgestellt. Im deutschsprachigen Raum wurde er durch die Rolle des Lt. Bert Samuels in der Serie Cagney & Lacey bekannt.
Seine Arbeit als Regisseur umfasste verschiedene Fernsehproduktionen, vor allem einzelne Serienfolgen zwischen 1969 und 1994. Im Jahr 1996 wurde ihm der Order of Canada für seine Arbeit zur Förderung der darstellenden Künste verliehen. Während seiner Laufbahn erhielt er 1997 den kanadischen Fernsehpreis Gemini Award und 1998 für sein Lebenswerk den Earle Grey Award.
Waxman verstarb im Jahr 2001 an den Folgen eines Herzinfarktes. Er war verheiratet und hatte zwei Söhne.

## Filmografie (Auswahl)
Filme
- 1959: Sun In My Eyes
- 1980: Atlantic City, USA (Atlantic City)
- 1982: Die Klasse von 1984 (Class of 1984)
- 1983: Avanaida – Todesbiss der Satansviper (Spasms)
- 1988: Eine Frau steht ihren Mann (Switching Channels)
- 1989: Millennium – Die 4. Dimension (Millennium)
- 1991: Chuck Norris – Hitman (The Hitman)
- 1997: The Assignment – Der Auftrag (The Assignment)
- 1996: Der Untergang der Cosa Nostra (Gotti)
- 1997: Sterben und erben (Critical Care)
- 1999: Hurricane (The Hurricane)
- 1999: Ich bin Du, und Du bist ich (A Saintly Switch)

Fernsehproduktionen
- 1965: For the People
- 1975–1980: King of Kensington
- 1979: Pferdelady (Wild Horse Hank)
- 1981: Circus International
- 1981–1988: Cagney & Lacey
- 1983: Der Vagabund – Die Abenteuer eines Schäferhundes (The Littlest Hobo, Fernsehserie)
- 1988–1989: Alfred Hitchcock Presents
- 1990–1991: Missing Treasures
- 1995: Net Worth
- 1996: Ace Ventura: Pet Detective (Synchronsprecher)
- 1996: Gotti
- 1997: Simply Wine and Cheese
- 1998: Due South
- 1998: Twitch City
- 1998–2000: Power Play
- 1999: Das Ende des Sommers (Summer's End)
- 1999–2001: Twice in a Lifetime